# مويرا أونيل
مويرا أونيل (بالإنجليزية: Moira O'Neill)‏ (1864 - 1955)؛ كاتِبة وشاعرة بريطانية.

## روابط خارجية
- مويرا أونيل على موقع ميوزك برينز (الإنجليزية)
- مويرا أونيل على موقع ديسكوغز (الإنجليزية)